# ラルー郡 (ケンタッキー州)
ラルー郡（英: LaRue County）は、アメリカ合衆国ケンタッキー州の中央部に位置する郡である。2010年国勢調査での人口は14,193人であり、2000年の13,373人から6.1%増加した。郡庁所在地はホジェンビル市（人口3,206人）であり、同郡で人口最大の都市でもある。
ラルー郡はエリザベスタウン大都市圏に属している。郡内のどこにおいてもアルコール飲料の販売が禁止されている「ドライ郡」（禁酒郡）である。

## 歴史
ラルー郡は1843年3月4日にハーディン郡から分離して設立された。郡名は地域の初期開拓者だったジョン・ラルーに因んで名付けられた。郡内にはエイブラハム・リンカーンの生誕地がある。

## 地理
アメリカ合衆国国勢調査局に拠れば、郡域全面積は263.72平方マイル (683.0 km2)であり、このうち陸地263.20平方マイル (681.7 km2)、水域は0.53平方マイル (1.4 km2)で水域率は0.20%である。

### 隣接する郡

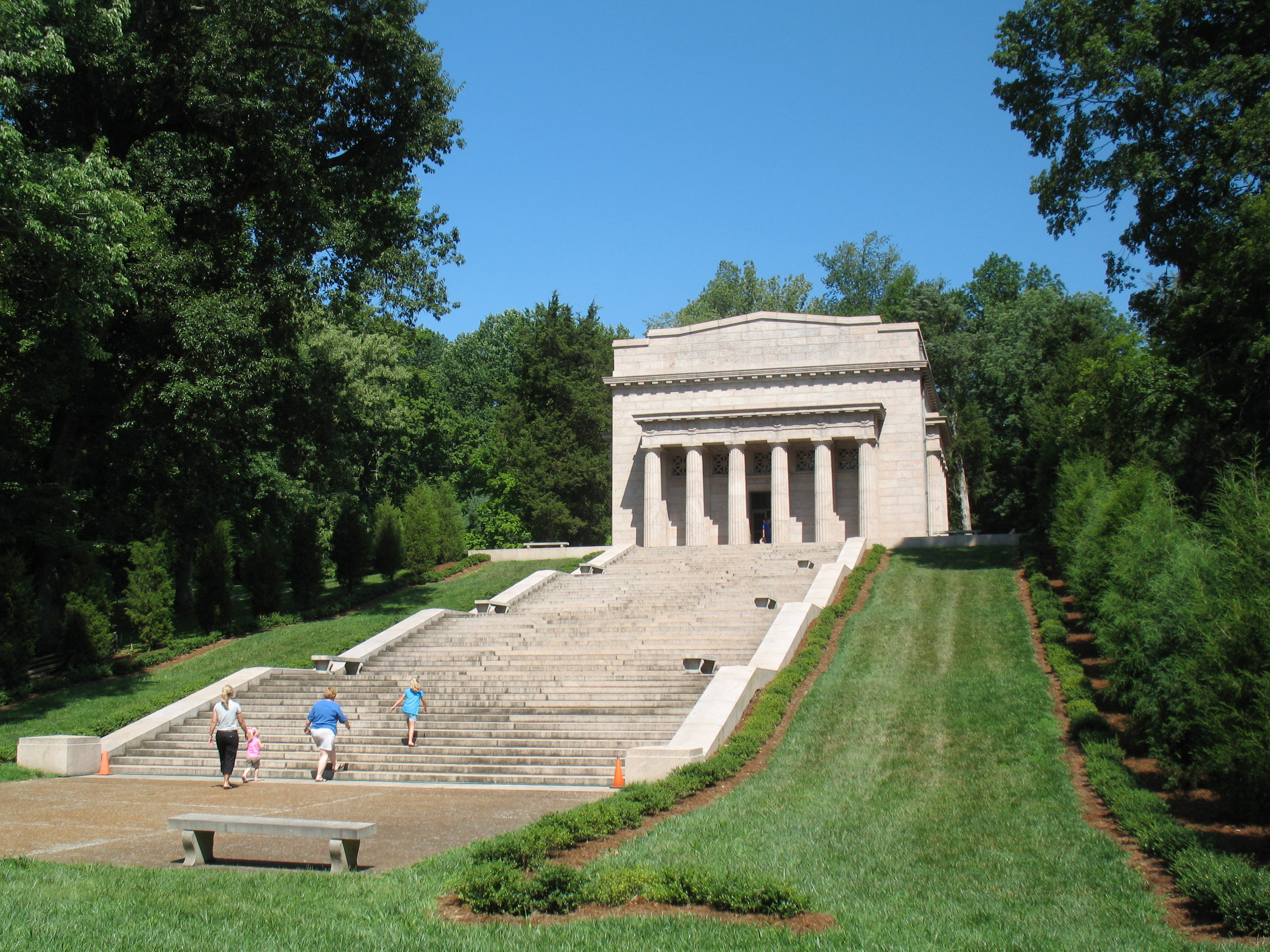
エイブラハム・リンカーン生誕地国立歴史史跡

- ネルソン郡 - 北東
- マリオン郡 - 東
- テイラー郡 - 南東
- グリーン郡 - 南
- ハート郡 - 南西
- ハーディン郡 - 北西

### 国立保護地域
- エイブラハム・リンカーン生誕地国立歴史史跡

## 人口動態
以下は2000年国勢調査による人口統計データである。
| 基礎データ - 人口: 13,373人 - 世帯数: 5,275 世帯 - 家族数: 3,866 家族 - 人口密度: 20人/km2（51人/mi2） - 住居数: 5,860軒 - 住居密度: 9軒/km2（22軒/mi2） 人種別人口構成 - 白人: 94.65% - アフリカン・アメリカン: 3.54% - ネイティブ・アメリカン: 0.19% - アジア人: 0.16% - 太平洋諸島系: 0.03% - その他の人種: 0.34% - 混血: 1.10% - ヒスパニック・ラテン系: 1.05% 年齢別人口構成 - 18歳未満: 25.0% - 18-24歳: 7.7% - 25-44歳: 28.2% - 45-64歳: 24.0% - 65歳以上: 15.0% - 年齢の中央値: 38歳 - 性比（女性100人あたり男性の人口） - 総人口: 95.4 - 18歳以上: 92.9 | 世帯と家族（対世帯数） - 18歳未満の子供がいる: 32.5% - 結婚・同居している夫婦: 59.2% - 未婚・離婚・死別女性が世帯主: 10.5% - 非家族世帯: 26.7% - 単身世帯: 23.7% - 65歳以上の老人1人暮らし: 11.2% - 平均構成人数 - 世帯: 2.49人 - 家族: 2.94人 収入と家計 - 収入の中央値 - 世帯: 32,056米ドル - 家族: 37,786米ドル - 性別 - 男性: 30,907米ドル - 女性: 20,091米ドル - 人口1人あたり収入: 15,865米ドル - 貧困線以下 - 対人口: 15.4% - 対家族数: 12.6% - 18歳未満: 18.9% - 65歳以上: 16.4% |

## 都市と町
| - ホジェンビル - 郡庁所在地 - アサートンビル - バッファロー - ライアンズ | - マグノリア - マウントシャーマン - トニービル - アプトン - 一部はハーディン郡内 |

## 教会
- ラルー・バプテスト教会、独立バプテスト教会
- ビクトリー・バプテスト教会
- 第一バプテスト教会ホジェンビル（ホジェンビル中心街から市の境界にあるリンカーン・パークウェイ近くに移転した白人信徒）
- 第一バプテスト教会リンカーン・ブールバード（大半は黒人信徒）
- バッファローバプテスト教会
- マウントテイバー・バプテスト教会
- ユニオン・クリスチャン教会
- マグノリア・バプテスト教会
- ロアノーク・礼拝所
- レーン・リンカーンバプテスト教会
- アサートンビル・バプテスト教会
- オークヒル・バプテスト教会

## リンカーン・デイ
ラルー郡では毎年リンカーン・デイが祝われており、10月の第1週週末、金曜日から日曜日まで続く。圧巻となる催しは、リンカーンに似ている人コンテスト、レール割り競技会、土曜正午のパレードであり、屋台が出され、地元タレントによるコンサートがある（カントリー・ミュージック、ブルーグラス、南部ゴスペルなど）。